# 21e assemblée générale de l'Île-du-Prince-Édouard
La 21e assemblée générale de l'Île-du-Prince-Édouard est en séance entre le 12 avril 1859 et 1863.
L'assemblée siège au gré du lieutenant-gouverneur Dominick Daly. 
Donald Montgomery (en) est élu président de l'Assemblée législative de l'Île-du-Prince-Édouard.
Edward Palmer est premier ministre.

## Liste des membres
| Circonscription          | Membres                                                            |
| ------------------------ | ------------------------------------------------------------------ |
| 1er Prince               | Nicholas Conroy (en)                                               |
| 1er Prince               | Patrick Doyle                                                      |
| 2e Prince                | James Yeo (en)                                                     |
| 2e Prince                | David Ramsay                                                       |
| 3e Prince                | James Yeo (en)                                                     |
| 3e Prince                | Stanislaus Francis Perry                                           |
| 4e Prince                | James Colledge Pope                                                |
| 4e Prince                | Cornelius Howatt (en)                                              |
| 1er Queens               | Donald Montgomery (en)                                             |
| 1er Queens               | Colin Holm                                                         |
| 2e Queens                | John Longworth                                                     |
| 2e Queens                | Alexander Laird (en)                                               |
| 3e Queens                | George Coles (en)                                                  |
| 3e Queens                | Francis Kelly (en)                                                 |
| 4e Queens                | John H. Gray                                                       |
| 4e Queens                | William Douse (en)                                                 |
| 1er Kings                | John Knight                                                        |
| 1er Kings                | William Cooper (en)                                                |
| 2e Kings                 | Edward Whelan (en)                                                 |
| 2e Kings                 | John Sutherland                                                    |
| 3e Kings                 | Edward Thornton (en)                                               |
| 3e Kings                 | Ronald Walker                                                      |
| 4e Kings                 | Joseph Wightman (en)                                               |
| 4e Kings                 | Finlay McNeill                                                     |
| Charlottetown et royauté | Daniel Davies                                                      |
| Charlottetown et royauté | Edward Palmer                                                      |
| Georgetown et royauté *  | Thomas Heath Haviland                                              |
| Georgetown et royauté *  | Andrew Archibald Macdonald Roderick McAulay après le 27 avril 1859 |
| Princetown et royauté    | George Sinclair                                                    |
| Princetown et royauté    | Donald Montgomery (en)                                             |

* Le candidat perdant de Georgetown et royauté, Roderick MacAulay, a déposé une demande à l'Assemblée de l'Île-du-Prince-Édouard pour se plaindre d'une injustice à l'élection. Spécifiquement, Roderick MacAulay soutenait que des personnes auraient voté dans le district électoral Georgetown / Georgetown Royauté qui n'avaient pas le droit de vote. Donc, le gouvernement colonial fit une revue des citoyens éligibles. Cette révision débutât le 25 mars 1859. Å cause de cette revue, Roderick MacAulay fut déclaré élu par l'Assemblée contre Andrew A. MacDonald, le 27 avril 1859. Roderick MacAulay prit son siège, le lendemain.